# モーゲージプランナー
モーゲージプランナー（英：mortgage planner）は、金融機関と消費者との仲介者として消費者に住宅ローンに関する助言を行う職能である。英語の"mortgage"には、抵当と住宅ローンとの2つの意味があるが、この場合の「モーゲージ」は後者の意味で用いられている。日本に数多くある民間資格の中の1つで、国家資格ではない。

## 概要
モーゲージプランナーは、消費者の立場に立ち、中立公正に住宅ローンをコンサルティングする民間資格である。債務者となる消費者のライフプランやキャッシュ・フロー分析などを考慮し、長期にわたり無理なく返済ができること（消費者保護）を目的としている。また、住宅ローンビジネスを行う独立系ファイナンシャル・プランナーや保険代理店、税理士、司法書士、行政書士等、住宅ローンに関わる様々な業種の関連資格として位置づけられている。また、養成講座・認定試験は特定非営利活動法人(NPO法人)日本モーゲージプランナーズ協会によって企画・運営されている。
ファイナンシャル・プランニング技能士やフィナンシャル・プランナー住宅ローンアドバイザーと比較される場合が多い。

## 米国におけるモーゲージプランナー
この職能は主としてアメリカ合衆国で発達したもので、米国では民間団体であるNational Association of Mortgage Professionals (NAMP)が認定する「認定モーゲージプランナー」（certified mortgage planner）資格がある。

## 日本におけるモーゲージプランナー

### 日本におけるモーゲージプランナーの概要
日本においては、2006年に中央大学の産学共同機関である研究開発機構においてシニア・モーゲージプランナーの養成研修が行われていた。現在では、モーゲージプランナーに類する民間資格として、一般社団法人金融検定協会、一般財団法人住宅金融普及協会、社団法人全日本不動産協会がそれぞれ認定する「住宅ローンアドバイザー」、特定非営利活動法人（NPO法人）日本モーゲージプランナーズ協会が認定する「モーゲージプランナー」、一般社団法日本住宅ローン診断士協会が認定する「住宅ローン診断士」等がある。

### 日本におけるモーゲージプランナーによる斡旋の法的問題
銀行や商品を特定して住宅ローンに関する斡旋を行なうことは、貸金業のうちの金銭の貸借の媒介に当たるため、上記の民間資格を有している者であっても、貸金業の登録なく当該行為を行った場合には、貸金業法に違反する可能性が高いとされる。
この点について、日本モーゲージプランナーズ協会では、貸金業の登録を行っている株式会社日本モーゲージプランナー支援センターと提携することにより、「モーゲージプランナー」資格者に斡旋業務を行わせていたが、日本モーゲージプランナー支援センターは2011年までに貸金業登録を廃止しており、両者の契約は2012年3月31日に終了している。尚、ＮＰＯ法人日本モーゲージプランナーズ協会では、平成２５年４月モーゲージバンクとの提携により、『住宅支援機構『フラット３５』』の取次業務を開始した。。
また、住宅ローンの借り換え斡旋に関しては「債務整理」に該当し弁護士（一定の金額以下なら司法書士を含む）の独占業務にあたるとの法的解釈もあり、モーゲージプランナーは各種法律を勘案した上で、顧客のため最良の行動する能力が求められる。

### 資格取得後の称号
日本モーゲージプランナーズ協会は、認定する『モーゲージプランナー』に以下の称号を設けている。
- MP（モーゲージプランナー)
- CMP（サーティファイド・モーゲージプランナー） -  MPの上級資格
- ACMP（アパートメント・サーティファイド・モーゲージプランナー） - アパート取次の資格

## テレビ番組
- 日経スペシャル ガイアの夜明け マイホームを守れ！～“我が家”の崩壊に立ち向かう～（2009年10月6日、テレビ東京）[11]。- 住宅ローンの返済を指南するモーゲージプランナーを取材。